# 胖萝卜螺
胖萝卜螺（学名：Radix ovalis）为椎实螺科萝卜螺属的动物，是中国的特有物种。分布于云南等地，多见于水流极缓的小溪内。